# Illicium ekmanii
Illicium ekmanii är en tvåhjärtbladig växtart. Illicium ekmanii ingår i släktet Illicium och familjen Schisandraceae.

## Underarter
Arten delas in i följande underarter:
- I. e. domingense
- I. e. ekmanii
- I. e. selleanum